# Strękowo
Strękowo – wieś sołecka w Polsce położona w województwie mazowieckim, w powiecie ostrowskim, w gminie Nur.
Wieś szlachecka położona  była w drugiej połowie XVI wieku w powiecie nurskim ziemi nurskiej województwa mazowieckiego. W latach 1975–1998 miejscowość administracyjnie należała do województwa łomżyńskiego.
Obok miejscowości przepływa rzeczka Pukawka, dopływ Bugu. Przez wieś przebiega droga krajowa nr 63.
Wierni Kościoła rzymskokatolickiego należą do parafii św. Jana Apostoła w Nurze.

## Historia
Na terenie wsi odkryto osadę wczesnośredniowieczną. Osadnictwo te zanikło zapewne w XIII lub XIV wieku, podczas licznych wojen i najazdów. Po raz drugi ludzie osiedlili się w Strękowie na początku XV wieku. Była to niewielka osada rycerska zamieszkała przez ród Strękowskich.
W XVI wieku Strękowscy sprzedali część wsi wójtowi nurskiemu, Piotrowi Chądzyńskiemu, herbu Ciołek. W roku 1578 wieś była podzielona na dwie części:
- pierwszą posiadali szlachetni Grzegorz i Franciszek Strękowscy oraz Walenty Lipski – ta część liczyła 6 włók
- druga była wsią folwarczną. Jej właścicielką (2½ włóki) była Anna Chądzyńska, żona Piotra Chądzyńskiego, starosty nurskiego[11].

Na początku XVII wieku starostą nurskim został Jan Chądzyński, syn Piotra, wójta nurskiego i bratanek poprzedniego starosty. On też zapewne przejął Strękowo. W następnych latach Chądzyńscy sprzedali Strękowo. Wieś często zmieniała właścicieli. W końcu XVIII wieku trafiła do Franciszka Ciołkowskiego, pisarza ziemskiego płockiego, który ożenił się z Barbarą z Glinków.
W 1827 roku naliczono tu 9 domów i 67 mieszkańców. W XIX w. była to niewielka wieś dworska zamieszkana przez chłopów. Obok wsi funkcjonował folwark. W czasie uwłaszczenia powstało w Strękowie 13 gospodarstw na 174 morgach ziemi. W 1888 roku folwark mierzył 564 morgów, z czego grunty orne zajmowały 300 morgów, łąki – 64, pastwiska – 29, las – 134, nieużytki 37 morgów.
Na początku XX wieku folwark został rozparcelowany. Na jego miejscu powstała osada Strękowo Nieczykowskie, którą wyszczególniają mapy z lat trzydziestych XX wieku. W 1921 roku Strękowo liczyło 30 domów i 224 mieszkańców. Wieś należała do gminy Nur.
W Strękowie urodził się Józef Małowieski - poseł na Sejm.